# Diocèse de San Jacinto
Le diocèse de San Jacinto (en latin : Dioecesis Sancti Hyacinthi ; en espagnol : Diócesis de San Jacinto) est un diocèse de l'Église catholique en Équateur suffragant de l'archidiocèse de Guayaquil.

## Territoire
Le diocèse s'étend sur les cantons de Yaguachi, Durán, Milagro, Alfredo Baquerizo Moreno, Simón Bolívar, Naranjito, General Antonio Elizalde, El Triunfo, Coronel Marcelino Maridueña, Naranjal et Balao, et quelques paroisses civiles de Puna et de Tenguel dans le canton de Guayaquil situés dans le nord de la province du Guayas, l'autre fraction de cette province étant gérée par l'archidiocèse de Guayaquil et les diocèses de Daule et Santa Elena.
Son territoire est d'une superficie de 6 265 km2 divisé en 48 paroisses. Le siège épiscopal est à  Yaguachi Nuevo (es) avec la cathédrale-basilique saint Hyacinthe. Le sanctuaire du Divin Enfant à Durán est un lieu de dévotion dédié au Divin Enfant Jésus (en), l'église est cocathédrale depuis le 9 octobre 2015,.

## Histoire
Le diocèse de San Jacinto de Yaguachi est érigé le 4 novembre 2009 avec la bulle Verba salutiferae du pape Benoît XVI en prenant sur le territoire de l'archidiocèse de Guayaquil. Le 8 octobre 2015, il change son nom pour prendre celui de San Jacinto.

## Évêques
- Aníbal Nieto Guerra, O.C.D (2009 - 2025)
- Gustavo Adolfo Rosales Escobar (depuis 2025)